# Jean Blaise (directeur artistique)
Pour les articles homonymes, voir Jean Blaise (homonymie) et Blaise.
Ne pas confondre avec Miroslav Brozek, acteur connu sous le pseudonyme Jean Blaise
Jean Blaise (né en 1951 à Alger) est un responsable de centre culturel et organisateur de spectacles.

## Biographie
Sa famille quitte l'Algérie pour s'installer dans la banlieue parisienne à Ris-Orangis.
En 1976 il est Licencié en lettres. Il prend la tête d’un centre culturel en région bordelaise, puis un autre en Seine-et-Marne, et un troisième en 1980, en Guadeloupe.
Puis il s'installe à Nantes où il devient un acteur principal de l'organisation culturelle locale.
- de 1987 à 1999, il dirige le Centre de recherche pour le développement culturel[1].
- en 1990, il crée le Festival des Allumées, remplacé en 1997 par le festival Fin de siècle.
- en 2000, il dirige Le Lieu unique.
- en 2002, il est le directeur artistique de la première Nuit blanche à Paris.
- en 2007, il organise l'évènement culturel Estuaire 2007.
- à partir de 2012, il dirige Le Voyage à Nantes.
- 2014 : président de la Mission Nationale d'Art et de Culture dans l'Espace Public
- depuis 2015 : directeur artistique d'Un été au Havre[2].

En mai 2024, son départ de la direction Voyages à Nantes est annoncé pour la fin de l'année 2024.

## Affaire judiciaire
En juin 2023, Jean Blaise est placé en garde à vue dans le cadre de l'affaire de construction du Carrousel des mondes marins une des attractions des Machines de l'île à Nantes.
Le 13 juin 2023, à la suite de sa garde à vue, Jean Blaise est présenté à un juge d'instruction. Il est mis en examen et placé sous contrôle judiciaire pour « recel de favoritisme », « atteinte à la liberté d’accès aux marchés publics » et « complicité de prise illégale d’intérêts » .

## Publications
- Remettre le poireau à l'endroit, avec Jean Viard, entretiens avec Stéphane Paoli, éd. de l'Aube, 2015,  (ISBN 978-2-8159-1171-9)
- "Réenchanteur de Ville, Jean Blaise", de Philippe Dossal, Ateliers Henry Dougier, 2015,  (ISBN 979-10-93594-84-2)

## Décorations
- Commandeur de l'ordre des Arts et des Lettres Il est promu au grade de commandeur par l'arrêté du 9 juillet 2014[6].